# District de Pyeongchang
Le district de Pyeongchang (평창군, PyeongChang-gun, prononcé : /pʰjʌŋ.tɕʰaŋ.ɡun/), littéralement « Paix et Développement », est un arrondissement de la province de Gangwon, à 180 km à l’est de Séoul, en Corée du Sud. Avec moins de 30 hab./km2, il est relativement peu peuplé car situé en altitude dans une zone montagneuse. C’est le plus célèbre centre de sport d’hiver de Corée du Sud. Le district est composé d'une petite ville (eup), PyeongChang-eup (평창읍, 9 293 habitants en 2009) et de sept communes (myeon) : Bangnim (방림 , 2 450 hab.) Bongpyeong (봉평, 5 553 hab.), Daegwallyeong (대관령, 6 139 hab.), Daehwa (대화, 5 728 hab.), Jinbu (진부, 9 878 hab.), Mitan (미탄, 1 904 hab.) et Yongpyeong (용평, 3 044 hab.). La station de ski principale était initialement à Yongpyong, aux portes de Daegwallyeong. Elle est maintenant secondée par la station plus récente d'Alpensia située juste à côté.
Avec les Jeux olympiques d'hiver de 2018, les autorités locales coréennes et le Comité international olympique utilisent généralement le camel case « PyeongChang », pour éviter la confusion avec Pyongyang, et nomment « ville de PyeongChang » le centre-ville de Daegwallyeong.

## Géographie

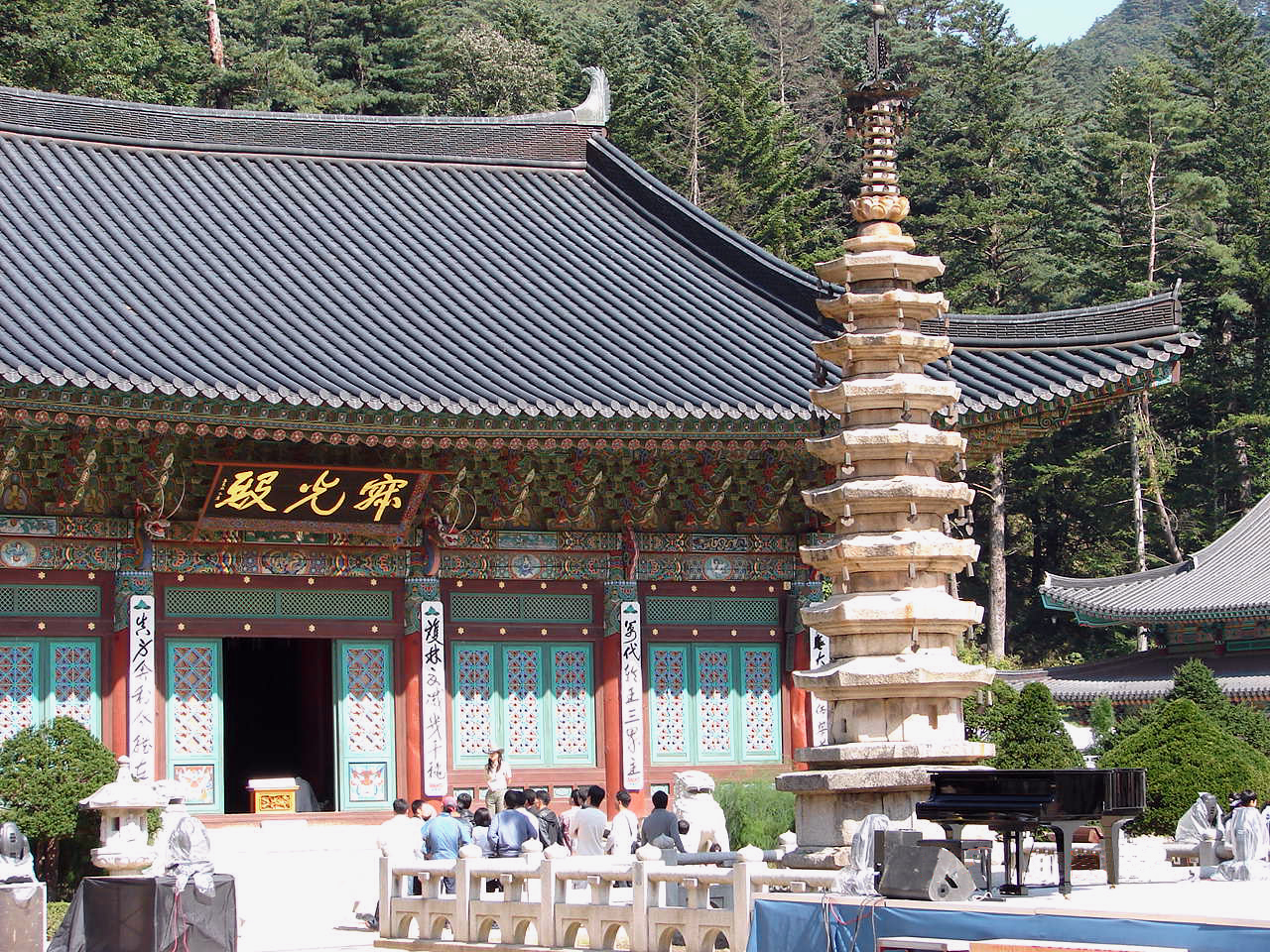
Woljeongsa, temple bouddhiste.

Le district de PyeongChang se trouve dans les monts Taebaek. À l’est du district se trouve le mont Odae, un site d’excursion très apprécié puisqu’il reçoit 800 000 visiteurs par an, attirés par la nature, les pistes de ski, les terrains de golf et les temples de Woljeongsa et de Sangwonsa. 
Le district de PyeongChang comptait 87 000 habitants en 1977 et 50 000 en 1994. Depuis, la baisse s'est ralentie pour atteindre 43 989 habitants en 2009. Il avoisine au nord-est le district de Gangneung, une ville située au bord de la mer du Japon, ainsi que les districts de Jeongseon, Yeongwol, Hoengseong et Hongcheon. 
Situé à une hauteur de près de 700 mètres d'altitude (Daegwallyeong), les hivers sont longs et rigoureux. Le climat est continental avec des étés très humides à cause de la mousson. La hauteur moyenne de neige est assez basse. Cependant, le climat est propice à l'enneigement artificiel.
| Mois                                             | jan.       | fév.       | mars      | avril      | mai       | juin      | jui.      | août      | sep.      | oct.      | nov.       | déc.       | année      |
| ------------------------------------------------ | ---------- | ---------- | --------- | ---------- | --------- | --------- | --------- | --------- | --------- | --------- | ---------- | ---------- | ---------- |
| Température minimale moyenne (°C)                | −12,2      | −10,1      | −4,7      | 1,2        | 6,8       | 11,6      | 16,6      | 16,5      | 10,4      | 3,5       | −2,6       | −9,4       | 2,3        |
| Température moyenne (°C)                         | −6,9       | −4,6       | 0,4       | 7          | 12,5      | 16,2      | 19,6      | 19,7      | 14,6      | 8,8       | 2,3        | −4,5       | 7,1        |
| Température maximale moyenne (°C)                | −1,8       | 0,6        | 5,5       | 12,9       | 18,4      | 21,3      | 23,4      | 23,6      | 19,4      | 14,6      | 7,5        | 0,5        | 12,2       |
| Record de froid (°C) date du record              | −28,9 1974 | −27,6 1978 | −23 1983  | −14,6 1972 | −4,7 1977 | −1,7 2010 | 4,4 1976  | 3,3 1977  | −2,3 1980 | −9,9 1982 | −18,7 1973 | −24,7 1980 | −28,9 1974 |
| Record de chaleur (°C) date du record            | 9,3 2020   | 16,5 2004  | 20,5 2020 | 30,1 2005  | 31 1983   | 32,3 2005 | 32,9 2018 | 32,7 1973 | 29 2010   | 26,1 2021 | 21,5 2003  | 13,5 2002  | 32,9 2018  |
| Ensoleillement (h)                               | 199,3      | 193,5      | 210,9     | 223,1      | 237,2     | 192,4     | 143       | 138,2     | 149,6     | 196,2     | 177,2      | 193,3      | 2 253,9    |
| Précipitations (mm)                              | 53,1       | 49,2       | 72,6      | 93,5       | 108,2     | 162,5     | 336,3     | 368,4     | 249,6     | 97,6      | 69,4       | 34,7       | 1 695,1    |
| Nombre de jours avec précipitations              | 9,4        | 8,9        | 11,2      | 10,4       | 10,8      | 12,9      | 17,8      | 18,1      | 13,1      | 8,9       | 10,2       | 8,5        | 140,2      |
| dont nombre de jours avec précipitations ≥ 10 mm | 1,6        | 1,5        | 2,7       | 2,7        | 2,8       | 4         | 7,4       | 7,1       | 5,3       | 2,4       | 2,2        | 0,9        | 40,6       |
| Humidité relative (%)                            | 66,3       | 65,7       | 65,8      | 61,9       | 67,5      | 79,4      | 86,2      | 87,2      | 85,5      | 76,8      | 70,3       | 66,6       | 73,3       |

| Diagramme climatique                                  |              |             |             |              |               |               |               |               |             |             |             |
| J                                                     | F            | M           | A           | M            | J             | J             | A             | S             | O           | N           | D           |
| −1,8−12,253,1                                         | 0,6−10,149,2 | 5,5−4,772,6 | 12,91,293,5 | 18,46,8108,2 | 21,311,6162,5 | 23,416,6336,3 | 23,616,5368,4 | 19,410,4249,6 | 14,63,597,6 | 7,5−2,669,4 | 0,5−9,434,7 |
| Moyennes : • Temp. maxi et mini °C • Précipitation mm |              |             |             |              |               |               |               |               |             |             |             |

## Jeux olympiques d'hiver de 2018

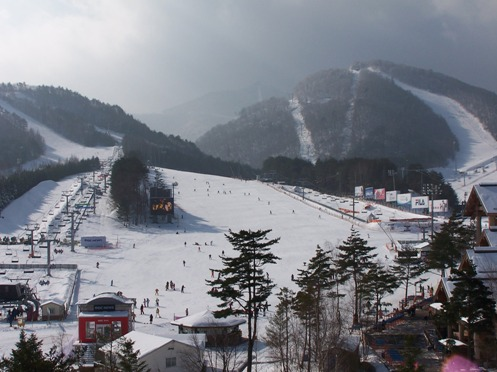
La station de la vallée du dragon (YongPyong).

Abritant des stations de sports d'hiver, le district est à plusieurs reprises candidat à l'organisation des Jeux olympiques d'hiver.
Pour les Jeux de 2010, celui-ci a échoué de peu face à Vancouver par 53 voix contre 56.
Pour 2014, sa candidature est battue par Sotchi par 47 voix contre 51, cette dernière recevant le soutien de la Corée du Nord.
De nouveau candidate, avec le statut de favorite, à l'organisation des Jeux olympiques d'hiver de 2018 tout comme Munich et Annecy, PyeongChang est élue le 6 juillet 2011, dès le premier tour. Ces jeux sont organisés essentiellement par le gouvernement provincial de Gangwon et par la municipalité de Gangneung, accompagnés par deux sociétés privées, la station d'Yongpyong et le Bokwang Phoenix Park.
La station d'Alpensia est au centre de la manifestation. Elle accueille la plupart des compétitions de ski, le centre de presse et les cérémonies d'ouverture et de clôture tandis que les sports de glace ont lieu sur la côte dans la ville de Gangneung à 30 min de route. Les épreuves de snowboard et de ski acrobatique ont lieu au Phoenix Park, le ski alpin étant réparti entre Yongpyong pour la technique et Jungbong pour la vitesse.